# Nuno Mendes
Nuno Alexandre Tavares Mendes (* 19. června 2002 Lisabon) je portugalský profesionální fotbalista, který hraje na pozici levého obránce za francouzský klub Paris Saint-Germain FC a za portugalský národní tým.

## Klubová kariéra

### Sporting CP
Mendes se narodil v Lisabonu. Fotbal začal hrát v místním klubu Despertar. Ve věku deseti let se přesunul do akademie Sportingu Lisabon.
V A-týmu Sportingu debutoval 12. června 2020 při ligové výhře 1:0 nad Paços de Ferreira.
Na začátku sezóny 2020/21 se Mendes stal, ve věku osmnácti let, stabilním členem základní sestavy. 4. října vstřelil svůj první profesionální gól, a to při výhře 2:0 nad Portimonense.
Mendes prodloužil 19. prosince 2020 svoji smlouvu. Součástí smlouvy byla i výkupní klausule ve výši 70 milionu euro. V sezóně 2020/21 odehrál ligových zápasů a pomohl klubu k vítězství v Primeira Lize a v Taça da Liga. Za své výkony byl odměněn zařazením do nejlepší jedenáctky ligové soutěže.
Dne 31. července 2021 asistoval na branku Jovaneho Cabrala při výhře 2:1 nad Bragou v portugalském superpoháru.

### Paris Saint-Germain
Dne 31. srpna 2021 odešel Mendes na roční hostování s opcí do francouzského klubu Paris Saint-Germain. V Ligue 1 debutoval 11. září, když v 85. minutě utkání proti Clermontu vystřídal Juliana Draxlera. V Lize mistrů Mendes debutoval o čtyři dny později, když 15 minut před koncem utkání základní skupiny proti Clubu Brugge vystřídal Abdoua Dialla. V základní sestavě PSG se poprvé objevil při výhře 2:1 nad Lyonem, a to 19. září. V 53. minutě 21. ligového kola asistoval na branku Thila Kehrera při ligové výhře 2:0 nad Stade Brestois 29. V sezóně 2021/22 odehrál Mendes 37 utkání za Paris Saint-Germain a pronikl do základní sestavy, jejíž se stal pravidelným členem.
V létě 2022 bylo oznámeno, že Paris Saint-Germain využije opce na trvalý přestup Mendese, která byla stanovena na 40 milionů euro.

## Reprezentační kariéra
V březnu 2021 byl Mendes poprvé povolán do seniorské reprezentace trenérem Santosem na zápasy kvalifikace na Mistrovství světa. Svůj reprezentační debut si odbyl 24. března 2021, když odehrál celé utkání proti Ázerbájdžánu.
Mendes byl nominován na závěrečný turnaj Euro 2020, nicméně nenastoupil do žádného utkání kvůli zranění.

## Statistiky

### Klubové
K 14. květnu 2022
| Klub                | Sezóna  | Liga          | Liga   | Liga | Národní pohár | Národní pohár | Ligový pohár | Ligový pohár | Evropské poháry | Evropské poháry | Ostatní | Ostatní | Celkem | Celkem |
| Klub                | Sezóna  | Liga          | Zápasy | Góly | Zápasy        | Góly          | Zápasy       | Góly         | Zápasy          | Góly            | Zápasy  | Góly    | Zápasy | Góly   |
| ------------------- | ------- | ------------- | ------ | ---- | ------------- | ------------- | ------------ | ------------ | --------------- | --------------- | ------- | ------- | ------ | ------ |
| Sporting CP         | 2019/20 | Primeira Liga | 9      | 0    | 0             | 0             | 0            | 0            | 0               | 0               | 0       | 0       | 9      | 0      |
| Sporting CP         | 2020/21 | Primeira Liga | 29     | 1    | 2             | 0             | 2            | 0            | 2               | 0               | —       | —       | 35     | 1      |
| Sporting CP         | 2021/22 | Primeira Liga | 2      | 0    | 0             | 0             | 0            | 0            | 0               | 0               | 1       | 0       | 3      | 0      |
| Sporting CP         | Celkem  | Celkem        | 40     | 1    | 2             | 0             | 2            | 0            | 2               | 0               | 1       | 0       | 47     | 1      |
| Paris Saint-Germain | 2021/22 | Ligue 1       | 27     | 0    | 2             | 0             | —            | —            | 8               | 0               | —       | —       | 37     | 0      |
| Celkem              | Celkem  | Celkem        | 67     | 1    | 4             | 0             | 2            | 0            | 10              | 0               | 1       | 0       | 84     | 1      |

### Reprezentační
K 29. březnu 2022
| Portugalsko | Portugalsko | Portugalsko |
| Rok         | Zápasy      | Góly        |
| ----------- | ----------- | ----------- |
| 2021        | 11          | 0           |
| 2022        | 2           | 0           |
| Celkem      | 13          | 0           |

## Ocenění

### Klubová

#### Sporting CP
- Primeira Liga: 2020/21[9]
- Taça da Liga: 2020/21[29]
- Supertaça Cândido de Oliveira: 2021[30]

#### Paris Saint-Germain
- Ligue 1: 2021/22[31]

### Individuální
- Jedenáctka sezóny Primeira Ligy: 2020/21[32]